# Hong Kong Disneyland Railroad
Hong Kong Disneyland Railroad est le nom du train encerclant le parc Hong Kong Disneyland. Il prend pour modèle le Disneyland Railroad.
Chaque train comporte une locomotive, cinq voitures (pour les passagers) et peut embarquer 250 personnes.

## La voie et les gares
Ce train ne compte que deux gares, une à Main Street et l'autre à l'opposé du parc, à Fantasyland. La voie principale mesure 1,5 km, à laquelle il faut ajouter la voie de garage partant de l'entrée de Autopia dans Tomorrowland jusqu'au hangar de réparation situé derrière cette attraction.
La gare principale est celle de Main Street USA et ressemble trait pour trait à celle de Disneyland.
La gare de Fantasyland est située près des Mad Hatter's Tea Cups et prend la forme en plus grand de la gare construite au Parc Disneyland pour l'attraction Casey Jr - Le petit train du cirque. Elle consiste en un petit pavillon de quelques mètres de large surmonté d'un grand toit pointu. Le bâtiment arbore des couleurs rose (sombre et pâle), jaune et crème.
Deux gares supplémentaires, comme dans les autres parcs (sauf le Magic Kingdom), semblent pouvoir être ajoutées. Une dans Adventureland, au bord de la Jungle River et l'autre à Tomorrowland au niveau de l'entrée d'Autopia.

## Les locomotives
Les locomotives ont été construites dans une usine chinoise selon les plans fournis par Disney.

### N. 1 –Walter E. Disney
Elle porte le nom de Walter Elias Disney, communément appelé Walt. Sa passion pour les trains et la conception des parcs Disney lui revenant, il est logique que son nom soit attribué à la première locomotive.
Les voitures sont de couleur vert pâle avec des rainures vert foncé et nommées d'après des lieux importants pour la Walt Disney Company :
- Anaheim, site de Disneyland Resort en Californie.
- Burbank, siège social de la Walt Disney Company.
- Glendale, siège de Walt Disney Imagineering.
- Los Angeles.
- Californie.

### N. 2 –Roy O. Disney
Cette locomotive est nommée d'après l'un des frères aînés de Walt Disney, Roy Oliver Disney. Il était l'aide de Walt pour la partie financière de tous ses projets. Après la mort en 1966 de son jeune frère, il prit en charge sa société et mena à bout le projet de Walt Disney World. Il mourut quelques mois après l'ouverture du parc Magic Kingdom.
Les voitures sont de couleur rouge avec des rainures vertes et nommées d'après des lieux importants dans la vie de Walt Disney :
- Chicago, ville de naissance.
- Marceline, ville où il passa sa jeunesse.
- Kansas City, ville où il passa son adolescence.
- Hollywood.
- Orlando, site de Walt Disney World Resort.

### N. 3 –Frank G. Wells
Cette locomotive est nommée d'après Frank Wells, un ancien Directeur général financier de la Walt Disney Company de 1984 à 1994. Passionné d'escalades, il mourut dans un crash d'hélicoptère en 1994, de retour d'un séjour en montagne.